# Dy Plambeck
Dy Plambeck (født 31. maj 1980 i København) er en dansk forfatter og digter, uddannet fra Forfatterskolen 2004. Hun er blevet kendt som en af sin generations mest originale og talentfulde forfattere og er af anmeldere blevet sammenlignet med Suzanne Brøgger, Tove Ditlevsen og Klaus Rifbjerg.

## Udgivelser
- Buresø-fortællinger, Gyldendal, 2005 (digte)
- Texas' rose, Gyldendal, 2008 (roman)
- Drømmehøjen, Dansklærerforeningens Forlag, 2008 (børnebog)
- Gudfar, Gyldendal, 2011 (roman)
- Os fra Blomsterkvarteret 1-4, Dansklærerforeningens Forlag, 2011 (børnebøger)
- Os fra Blomsterkvarteret 5-8, Dansklærerforeningens Forlag, 2013 (børnebøger)
- Mikael, Gyldendal, 2014 (roman)

## Priser, stipendier og legater
- Statens Kunstfonds tre-årige arbejdsstipendium 2006
- Klaus Rifbjergs debutantpris for lyrik i 2006
- Jytte Borberg Prisen i 2011
- Jeanne og Henri Nathansens Mindelegat i 2012
- Politikens litteraturpris 2019[2]

## Eksterne links
- Dy Plambeck – officiel website Arkiveret 9. maj 2008 hos  Wayback Machine
- Alt for damerne – Anmeldelse af Buresø-fortællinger på Sentura Arkiveret 10. marts 2007 hos  Wayback Machine
- Mily, med Y som i DY – anmeldelse af Buresø-fortællinger i LitLive.dk (Webside ikke længere tilgængelig)
- Dy Plambeck på Forfatterweb.dk